# Slava Melnyk
Slava Melnyk (Slawa Melnyk, Wiaczesław Melnyk; ur. 1 maja 1992 w Winnicy, na Ukrainie) – aktywista społeczny, działacz na rzecz praw człowieka. Od 2018 do 2023 dyrektor zarządzający w polskiej organizacji pozarządowej Kampania Przeciw Homofobii (KPH).

## Biografia
Urodził się na Ukrainie. W 2009 r. przyjechał do Polski na studia, gdzie ukończył kierunek Stosunki Międzynarodowe. Współpracował z Europejskim Parlamentem Młodzieży. W 2011 zgłosił się na staż do Kampanii Przeciw Homofobii.
W 2019 był kandydatem w plebiscycie czytelników Gazety Wyborczej Ludzie Roku 2018, w kategorii „Różni ludzie, lepszy świat”.
W październiku 2019 został wybrany do zarządu międzynarodowej organizacji ILGA-Europe.
W 2020 był w grupie finalistów w kategorii „Działalność społeczna” w 9. edycji Nagrody Polskiej Rady Biznesu.
W swojej działalności wspiera młodzież i dorosłych LGBTQIA z Polski i innych krajów, gdzie nie przestrzega się lub narusza prawa człowieka, udzielając wywiadów w mediach publicznych, kierując listy poparcia, podpisując petycje, biorąc udział w akcjach solidarnościowych, protestach itp.

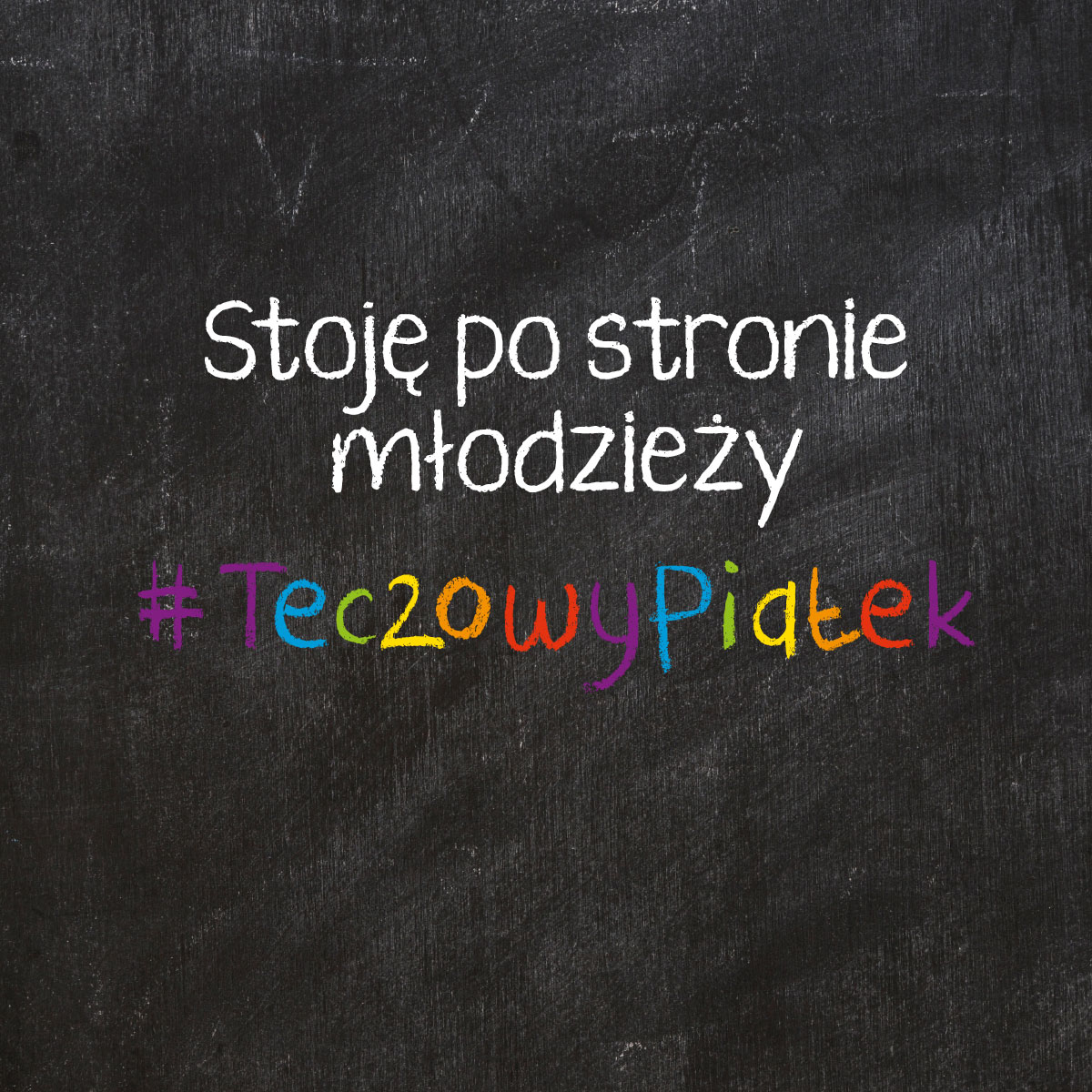
Plakat akcji Tęczowy Piątek

### Kampania Przeciw Homofobii
Slava Melnyk z KPH związany jest od 2011 roku. Początkowo działał jako wolontariusz, a po dwóch latach wszedł do zespołu pracowników, zajmując się projektami sportowymi (Sport Respects Your Rights) i młodzieżowymi (Lekcja Równości) oraz współpracą międzynarodową (kraje Europy Wschodniej i Bałkany). W latach 2014–2018 kierował działem edukacji w stowarzyszeniu. Był jednym z inicjatorów pierwszej z wielu kolejnych akcji solidarnościowych Tęczowy Piątek.
Przez cztery lata był sekretarzem zarządu KPH, a od lutego 2018 przez niecały rok pełnił funkcję osoby współprzewodniczącej zarządu, jednocześnie będąc odpowiedzialnym za Pion Równego Traktowania w organizacji. Od jesieni 2018 r. obejmuje stanowisko dyrektora zarządzającego KPH.